# Copa de la Liga de Polonia
La Copa de la Liga de Polonia (en polaco: Puchar ligi w polskiej piłce nożnej) fue un campeonato que enfrentaba a los 16 equipos de la Primera División de Polonia, que eran divididos en cuatro grupos de cuatro equipos. Los dos mejores de cada liguilla se enfrentaban a un único partido único, y el ganador pasaba a semifinales y más tarde a la final.
La última vez que se celebró este campeonato fue en 2009, donde venció el Śląsk Wrocław al Odra Wodzisław Śląski. Ganó el Śląsk Wrocław por 1 a 0.

## Finales
| Año         | Campeón               | Subcampeón          | Resultado     | Sede                |
| ----------- | --------------------- | ------------------- | ------------- | ------------------- |
| 1952*       | Wawel Cracovia        | KS Cracovia         | 5-1           | Varsovia            |
| 1953 - 1976 | No se disputó         | No se disputó       | No se disputó | No se disputó       |
| 1977        | Odra Opole            | Widzew Łódź         | 3-1           | Czestochowa         |
| 1978*       | Górnik Zabrze         | Zagłębie Sosnowiec  | 2-0           | Chorzów             |
| 2000        | Legia de Varsovia     | Polonia Varsovia    | 1-2           | Varsovia            |
| 2001        | Wisła Cracovia        | Zagłębie Lubin      | 3-0, 1-2      | Lubin y Cracovia    |
| 2002        | Legia de Varsovia     | Wisła Cracovia      | 3-0, 1-2      | Varsovia y Cracovia |
| 2003 - 2006 | No se disputó         | No se disputó       | No se disputó | No se disputó       |
| 2007        | GKS Bełchatów         | Dyskobolia Grodzisk | 0-1           | Bełchatów           |
| 2008        | Dyskobolia Grodzisk   | Legia de Varsovia   | 4-1           | Grodzisk            |
| 2009        | Odra Wodzisław Śląski | Śląsk Wrocław       | 0-1           | Wodzisław Śląski    |

Nota: * = Título no oficial

## Palmarés
| # | Club                  | Campeón | Subcampeón |
| - | --------------------- | ------- | ---------- |
| 1 | Dyskobolia Grodzisk   | 2       | 0          |
| 2 | Legia de Varsovia     | 1       | 2          |
| 3 | Wisła Cracovia        | 1       | 1          |
| 4 | Odra Opole            | 1       | 0          |
| - | Polonia Varsovia      | 1       | 0          |
| - | Śląsk Wrocław         | 1       | 0          |
| 7 | GKS Bełchatów         | 0       | 1          |
| - | Odra Wodzisław Śląski | 0       | 1          |
| - | Widzew Łódź           | 0       | 1          |
| - | Zagłębie Lubin        | 0       | 1          |